# 1566
| [ Edytuj tabelę ]              | |
| Król Polski                    | - 1530 Zygmunt II August 1572 |
| Współksiążęta Andory           | - 1561 Pere de Castellet 1571 - 1555 Joanna d’Albret 1572 |
| Król Anglii                    | - 1558 Elżbieta I 1603 |
| Elektor Brandenburgii          | - 1535 Joachim II Hektor 1571 |
| Książę Bawarii                 | - 1550 Albrecht V 1579 |
| Sułtan Brunei                  | - 1521 Abdul Kahar 1575 |
| Cesarz Chin                    | - 1521 Jiajing 1566 - 1566 Longqing 1572 |
| Król Czech                     | - 1564 Maksymilian II Habsburg 1576 |
| Król Danii                     | - 1559 Fryderyk II 1588 |
| Dalajlama                      | - 1543 Sonam Gjaco 1588 |
| Cesarz Etiopii                 | - 1563 Sertse Dyngyl 1597 |
| Król Francji                   | - 1560 Karol IX 1574 |
| Król Hiszpanii                 | - 1556 Filip II 1598 |
| Hrabia Holandii                | - 1555 Filip II Habsburg 1572 |
| Stadhouder Holandii            | - 1559 Wilhelm Orański 1567 |
| Szach Iranu                    | - 1524 Tahmasp I 1576 |
| Państwo Wielkich Mogołów       | - 1556 Akbar 1605 |
| Władca Inków                   | - 1558 Titu Cusi Yupanqui 1571 |
| Król Irlandii                  | - 1558 Elżbieta I Tudor 1570 |
| Cesarz Japonii                 | - 1557 Ōgimachi 1586 |
| Kalif                          | - 1520 Sulejman I 1566 - 1566 Selim II 1574 |
| Patriarcha Konstantynopola     | - 1565 Metrofan III 1572 |
| Władca Korei                   | - 1545 Myŏngjong 1567 |
| Książę Kurlandii i Semigalii   | - 1561 Gotthard Kettler 1587 |
| Wielki książę litewski         | - 1530 Zygmunt August 1569 |
| Sułtan Maroka                  | - 1557 Abdullah al-Ghalib 1574 |
| Senior Monako                  | - 1532 Honoriusz I 1581 |
| Król Nawarry                   | - 1555 Joanna d’Albret 1572 |
| Król Norwegii                  | - 1559 Fryderyk II 1588 |
| Sułtan Omanu                   | - 1560 Abd Allah ibn Muhammad 1624 |
| Elektor Palatynatu             | - 1559 Fryderyk III 1576 |
| Papież                         | - 1566 Pius V 1572 |
| Książę Parmy i Piacenzy        | - 1556 Oktawiusz Farnese 1586 |
| Król Portugalii                | - 1557 Sebastian 1578 |
| Książę w Prusach               | - 1525 Albrecht 1568 |
| Car Rosji                      | - 1547 Iwan IV Groźny 1584 |
| Cesarz Rzymski (niemiecki)     | - 1564 Maksymilian II Habsburg 1576 |
| Kapitanowie Regenci San Marino | - 1565 Bonetto di Marino Bonetti Marino Bonelli 1566 - 1566 Marc'Antonio Gozi Giovanni Antonio di Antonio 1566 - 1566 Girolamo Giannini Sebastiano di Cristofaro Giangi 1567 |
| Elektor Saksonii               | - 1553 August Wettyn 1586 |
| Król Szkocji                   | - 1542 Maria Stuart 1567 |
| Król Szwecji                   | - 1560 Eryk XIV Waza 1568 |
| Król Tajlandii                 | - 1548 Phra Maha Chakkraphat 1568 |
| Sułtan Turków                  | - 1520 Sulejman Wspaniały 1566 - 1566 Selim II 1574 |
| Doża Wenecji                   | - 1559 Giorolamo Priuli 1567 |
| Król Węgier                    | - 1540 Jan II Zygmunt Zápolya 1571 - 1563 Maksymilian II 1576 |

Rok 1566 / MDLXVI
stulecia: XV wiek ~
XVI wiek ~
XVII wiek

lata: 1556 «
1561 «
1562 «
1563 «
1564 «
1565 «
1566
» 1567
» 1568
» 1569
» 1570
» 1571
» 1576

## Wydarzenia w Polsce
- W Wilnie obradował sejm walny Wielkiego Księstwa Litewskiego[1]
- W Brześciu nad Bugiem zebrał się sejm walny Wielkiego Księstwa Litewskiego[1]
- W Grodnie zebrał się sejm walny Wielkiego Księstwa Litewskiego[1]
- 7 maja – w Lublinie rozpoczął obrady sejm[2].
- Wydano II Statut Litewski

## Wydarzenia na świecie
- 7 stycznia – Pius V został papieżem.
- 9 marca – grupa lordów na czele z Henrykiem Stuartem, mężem królowej Szkocji Marii I Stuart, zamordowała na jej oczach jej prywatnego sekretarza i domniemanego kochanka Davida Riccio.
- 28 marca – położono kamień węgielny pod budowę miasta Valletta na Malcie. Wielki mistrz joannitów, Jean Parisot de la Valette, wzniósł miasto na Malcie, nazwane od jego nazwiska Valletta.
- 5 kwietnia – delegacja szlachty niderlandzkiej przybyła do hiszpańskiej namiestniczki Niderlandów Małgorzaty Parmeńskiej aby przedstawić petycję (tzw. „kompromis brukselski”) z żądaniami reform. Jeden z dostojników namiestniczki nazwał wówczas delegatów żebrakami (franc. gueux), od czego wziął swą nazwę ruch wyzwoleńczy - gezowie.
- 28 lipca – u wybrzeży Gotlandii sztorm zniszczył flotę duńsko-lubecką, powodując śmierć około 6 tys. osób.
- Rozpoczęło się powstanie tzw. obrazoburców w Niderlandach.
- Henryk Walezy został księciem Andegawenii.

## Urodzili się
- 1 lutego – Maria od Wcielenia, francuska karmelitanka, błogosławiona katolicka (zm. 1618)
- 2 lutego – Michał Sędziwój, polski alchemik i lekarz, odkrywca tlenu (zm. 1636)
- 18 lutego – Francesco Erizzo, doża wenecki (zm. 1646)
- 2 kwietnia – Maria Magdalena de’ Pazzi, włoska karmelitanka, święta katolicka (zm. 1607)
- 26 maja – Mehmed III, turecki sułtan (zm. 1603)
- 19 czerwca – Jakub VI / I Stuart, król Szkocji i Anglii (zm. 1625)
- 20 czerwca – Zygmunt III Waza, król Polski i Szwecji (zm. 1632)
- 12 sierpnia – Izabela Klara Eugenia Habsburg, infantka hiszpańska i portugalska, arcyksiężna austriacka, namiestniczka i współwładczyni Niderlandów Hiszpańskich (zm. 1633)
- 24 sierpnia – Abraham Scultetus, profesor teologii kalwińskiej, kapelan króla Czech (zm. 1624)
- 15 października – Sygryda Wazówna, królewna szwedzka, córka Eryka XIV Wazy i Katarzyny Månsdotter (zm. 1633)
- 27 grudnia – Jan Jessenius, lekarz, filozof i polityk pochodzenia słowackiego (zm. 1621)
- Data dzienna nieznana: 
  - Edward Alleyn, jedna z głównych postaci teatru elżbietańskiego (zm. 1626)
  - Giovanni Baglione, włoski malarz, rysownik i historyk sztuki okresu baroku (zm. 1643)
  - Fabian Birkowski, polski kaznodzieja (zm. 1636)
  - Pjetër Budi, albański duchowny katolicki, autor dzieł o tematyce religijnej (zm. 1622)
  - Georg Flegel, niemiecki malarz i rysownik okresu baroku (zm. 1638)
  - Karol Burbon-Soissons, hrabia Soissons, Dreux, Château-Chinon, Noyers, Beaugé, Blandy (zm. 1612)
  - Piotr Kochanowski, polski poeta, tłumacz, sekretarz królewski (zm. 1620)
  - Charles Loyseau, francuski prawnik, teoretyk absolutyzmu (zm. 1627)
  - Nobuyuki Sanada, japoński arystokrata żyjący u schyłku okresu Azuchi Momoyama (zm. 1658)
  - Frederik van Valckenborch, flamandzki malarz i rysownik (zm. 1623)
  - Joachim Wtewael, holenderski malarz okresu późnego manieryzmu (zm. 1638)
  - Miyun Yuanwu, chiński mistrz chan szkoły linji (zm. 1642)

## Zmarli
- 10 maja – Leonhart Fuchs, niemiecki lekarz i botanik, naturalista renesansowy (ur. 1501)
- 2 lipca – Nostradamus (Michel de Nostredame), francuski lekarz, astrolog, matematyk i autor proroctw (ur. 1503)
- 5 / 6 września – Sulejman I Wspaniały, sułtan osmański (ur. 1494)
- 7 września – Nikola Šubić Zrinski, ban Chorwacji (1542-1556), chorwacki i węgierski bohater walk z Turkami (ur. 1508)
- Data dzienna nieznana: 
  - Stanisław Orzechowski (pisarz), duchowny katolicki, kanonik przemyski, historyk, autor pism politycznych i religijnych okresu renesansu (ur. 1513)
  - Florian Zebrzydowski, hetman nadworny, kasztelan lubelski (ur. ?)